# Ivan Vladislav
Ivan Vladislav (bug. Иван Владислав) bio je car Bugarske iz dinastije Kometopuli, koji je vladao od kolovoza ili rujna 1015. do svoje smrti u veljači 1018. Godina njegovog rođenja je nepoznata. Njegovi su roditelji bili Aron Bugarski – brat cara Samuila – i njegova žena. Samuilo je dao pogubiti Arona, optuživši ga za izdaju te je htio ubiti i Ivana, no njega je spasio njegov bratić, Samuilov sin Gavril Radomir, koji je naslijedio Samuila.
Godine 1015., Ivan je dao ubiti Gavrila te je preuzeo vlast, postavši car. Situacija u Bugarskoj bila je vrlo očajna zbog dugogodišnjeg rata s Bizantskim Carstvom, pa je Ivan pokušao postići nekakav dogovor s bizantskim carem Bazilijem II., nadajući se da će napadi na Bugarsku prestati, no nije uspio u svom naumu. Ivan je pokušao ojačati bugarsku vojsku te je dao obnoviti mnoge bugarske utvrde. Ubijen je u veljači 1018. te su se nakon njegove smrti bugarski patrijarh i mnogi bugarski plemići predali Baziliju na milost i nemilost, nadajući se da će tako spasiti svoje živote.

## Obitelj
Ivanova supruga bila je Marija, čije je podrijetlo nepoznato, a koja je Ivanu rodila Presijana II., Arona, Alusijana, Trajana (otac Marije Bugarske) i Katarinu, koja je postala bizantska Augusta kao žena cara Izaka I. Komnena.

## Poveznice
- Marija Bugarska – Ivanova unuka
- Bitoljski natpis